# Nicolas Leblanc

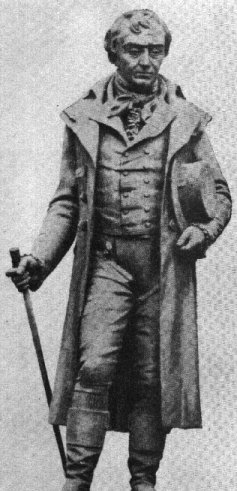
Nicolas Leblanc

Nicolas Leblanc (* 6. Dezember 1742 in Ivoy-le-Pré; † 16. Januar 1806 in Saint Denis) war ein französischer Arzt, Chemiker und Fabrikant. Er ist bekannt durch ein bahnbrechendes Verfahren zur Soda-Herstellung, einer Schlüsseltechnologie der Chemie (Leblanc-Verfahren).

## Leben und Wirken
Leblancs Vater war Hüttendirektor, die Familie war jedoch nicht wohlhabend. Nicolas Leblanc besuchte in Issoudun die Schule. Ab 1759 studierte er an der Académie royale de Chirurgie in Paris Medizin und Chemie. Hier lernte er Antoine François de Fourcroy kennen; durch seine Anregungen begann er sich mit Chemie zu beschäftigen. Nach seinem Studium praktizierte er zwölf Jahre lang als Landarzt. Im Jahre 1780 wurde er Leibarzt der Familie Louis Philippe d’Orléans. Der Herzog von Orléans hatte ähnliche wissenschaftliche Interessen wie Leblanc. Im Privatlaboratorium des Herzogs konnte dieser frei arbeiten.
Zunächst beschäftigte er sich mit dem Aluminiumsalz Alaun. Er stellte fest, dass das Alaun je nach Basizität der Lösung, in welcher es kristallisierte, unterschiedliche Kristallformen hervorbrachte (Polymorphie).
1786–1787 fertigte Leblanc eine Ausarbeitung zur Kristallisation von Alaun und Kobaltsulfat an und legte diese Arbeit der Akademie der Wissenschaften in Paris, Académie des sciences vor. Der Tenor der Arbeit war, dass Salze ähnlicher Zusammensetzung eine gleiche Kristallform besitzen.

## Die Sodaherstellung
Das folgende Projekt von Leblanc galt der Soda. Natursoda (Natürliche Soda) wurde aus Pflanzenasche gewonnen, die, mit Ausnahme von gewissen See- und Strandpflanzen, meist mehr Pottasche als Natriumcarbonat enthielt. Größere Sodavorkommen waren auch in China und Ägypten, kleinere Vorkommen in Ungarn bekannt. Soda wurde für die Glasherstellung, die Seifensiedereien und Bleichereien verwendet. Vor 1791 bezog Frankreich die Soda aus Spanien (Handelsnamen „Barilla“ oder „Bourdin“), durch kriegerische Verwicklungen nach der Französischen Revolution wurde jedoch die Versorgungslage bei Soda schlechter.
1775 setzte die Akademie der Wissenschaften in Frankreich einen recht hohen Preis zur künstlichen Herstellung von Soda aus. Vorarbeiten zur Sodaherstellung gab es bereits von vielen anderen Chemikern wie Henri Louis Duhamel du Monceau (der die prinzipielle Möglichkeit der Herstellung aus Kochsalz über Glaubersalz zeigte), Andreas Sigismund Marggraf, Johann Heinrich Hagen, Karl Wilhelm Scheele, Joseph François Malherbe, Jean-Claude Delamétherie. Marggraf konnte bereits Soda aus gemeinsamer Erhitzung von Natriumnitrat und Kohle herstellen. Malherbe hatte 1777 ein Verfahren zur Herstellung von Natriumsulfid durch Erhitzen von Natriumsulfat, Kohle und Eisen entwickelt. De la Métherie setzte das Natriumsulfid durch Erhitzen mit Essigsäure in Soda um. Nach diesem Verfahren arbeitete eine kleine Fabrik bei Paris.
1789 gelang Leblanc darauf aufbauend ein Durchbruch auf diesem Gebiet. Leblanc nutzt die Ideen von Malherbe und De la Méthiere, verwendet jedoch keine Essigsäure, sondern reichlich vorhandenen Kalkstein. Bei der Umsetzung mit Natriumsulfid bildete sich das unlösliche Calciumsulfid und das gut wasserlösliche Natriumcarbonat. Leblanc meldete auf diese Entwicklung ein Patent an und der Herzog von Orléans finanzierte die fabrikmäßige Herstellung von Soda. Aus 100 Pfund Natriumsulfat mit Kristallwasser (Glaubersalz), 100 Pfund Kalkstein, 50 Pfund Kohle wurden 150 Pfund Soda erhalten. Nach den ersten Versuchen im Jahr 1789 deponierte er 1790 bei einem Notar in Paris die Beschreibung seines Verfahrens. 1790 konnten in der Fabrik in St. Denis bereits täglich 300 kg Soda erzeugt werden. Am 27. Januar 1791 schloss er in London einen Vertrag über die Fabrikation, und am 19. September wurde ihm ein Patent darauf erteilt.
Im November 1793 wurde der Herzog von Orléans im Zuge der Französischen Revolution geköpft, sein Besitz konfisziert und die gemeinsam mit Leblanc betriebene Sodafabrik geschlossen. 1794 annullierte der Wohlfahrtsausschuss Leblancs Patent und machte aufgrund der schwer gewordenen Einfuhrbedingungen für Soda das Patent für alle Bürger Frankreichs ohne Lizenz zugänglich. Damit war Leblanc, mittlerweile 52 Jahre alt, materiell ruiniert. In einem nicht bezahlten Ehrenamt wurden ihm Arbeitsplätze in der Administration und als Verwalter einer Pulverfabrik zugewiesen. 1798 wurde er noch Abgeordneter im Rat der Alten. Seine Tochter erkrankte und starb im selben Jahr. Im Jahr 1805 wurde Leblanc zwar eine Entschädigung gerichtlich anerkannt, die Summe wurde jedoch nie ausgezahlt. Seine Frau wurde krank und die Familie war mittellos. Im Januar 1806 beendete Leblanc sein Leben durch einen Pistolenschuss im Armenhaus von St. Denis.
Das Leblanc-Verfahren war etwa 100 Jahre lang das vorherrschende großindustrielle Verfahren zur Sodaproduktion. Es wurde erst vom Solvay-Verfahren abgelöst.